# Citroën Jumpy
Der Citroën Jumpy ist ein sehr leichtes Nutzfahrzeug, das seit 1995 bei Sevel Nord produziert wird. In Großbritannien, Irland und Australien wird das Modell als Citroën Dispatch vertrieben.
Die erste Generation wurde von PSA Peugeot Citroën zusammen mit Fiat auf Basis der Eurovan (PSA/Fiat) entwickelt, daher entstanden auch die weitestgehend baugleichen Modelle Peugeot Expert und Fiat Scudo. 2007 erschien die 2. Generation gemeinsam mit neuen Schwestermodellen. Diese Baureihe wurde 2008 zum Van of the Year gewählt.
Nachdem Fiat angekündigt hatte, sich nicht mehr an einer Neuentwicklung zu beteiligen und die Modelle des Fiat Scudo nur noch bis Mitte 2016 durch PSA fertigen zu lassen, schloss PSA einen Kooperationsvertrag mit Toyota. Aus diesem Vertrag ergab sich der mittels Badge-Engineering 2013 erschienene Toyota Proace. Zudem wurde vereinbart, dass PSA und Toyota ein gemeinsames Nachfolgemodell entwickeln. 2016 wurden diese Versionen präsentiert und werden seither auch im PSA-Werk in Valenciennes produziert. Erstmals gibt es nun auch eine speziell entwickelte Vanversion als Citroën Spacetourer.

## 1. Generation (1995–2006)

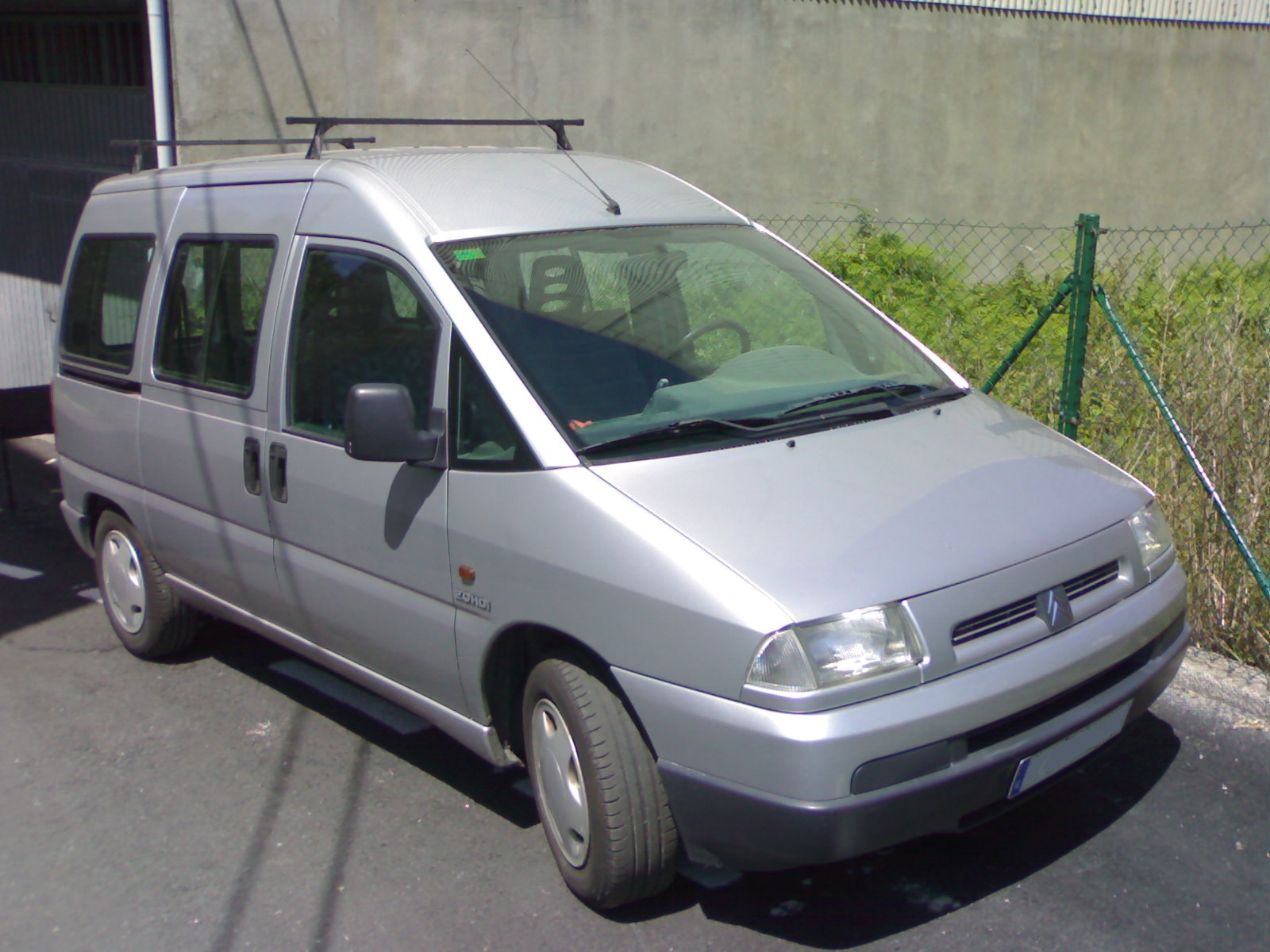
Citroën Jumpy (1995–2004)

Die erste Generation des Citroën Jumpy kam im Oktober 1995 als eine einfachere Version der Großraumlimousine Citroën Evasion auf den Markt.
Anfangs waren ein 1,6-Liter-Ottomotor mit 58 kW (79 PS) und ein 1,9-Liter-Dieselmotor mit 51 kW (69 PS) (nicht aufgeladen) bzw. turbogeladen mit 66 kW (90 PS) erhältlich.
2000 wurde das Motorenprogramm überarbeitet: Der Ottomotor wurde durch einen 2,0-Liter-Motor mit 16 Ventilen und 100 kW (136 PS) ersetzt, der 1,9-Liter-Turbodieselmotor durch einen 2,0-Liter-Turbodieselmotor mit Common-Rail-Einspritzung (HDi) und 80 kW (109 PS), ab 2001 auch in einer schwächeren Leistungsstufe mit 69 kW (94 PS).
Das Modell wurde 2004 überarbeitet und im Januar 2007 durch ein neues Modell mit selbem Namen ersetzt.

### Versionen

#### Kastenwagen
- Länge 4522 mm (Langversion 4922 mm)
- drei Sitzplätze
- Nutzlast 774 bis 854 kg
- Gesamtgewicht 2330 kg (keine Auflastung möglich)
- Ladevolumen 4 m³ (Langversion 5 m³)
- Verbrauch laut Werksangabe 6,7 bis 7,9 Liter Diesel pro 100 Kilometer

#### Doppelkabine
- fünf bis sechs Sitzplätze
- Nutzlast 850 kg
- Gesamtgewicht 2330 kg (keine Auflastung möglich)
- Ladevolumen 1,93 m³
- Länge 4440 mm

#### Kombi
- Bank in der dritten Reihe
- acht bis neun Sitzplätze
- ABS serienmäßig
- Gesamtgewicht bis zu 2500 kg

### Motoren
| Modell      | Motorart    | Hubraum in cm³ | max. Leistung                | max. Drehmoment     | Motorkennung     | Höchstgeschwindigkeit vmax | Bauzeitraum |
| ----------- | ----------- | -------------- | ---------------------------- | ------------------- | ---------------- | -------------------------- | ----------- |
| 1,6 i       | Ottomotor   | 1581           | 058 kW (79 PS) bei 5750/min  | 125 Nm bei 2750/min | 220A2000         | 148 km/h                   | 1995–2000   |
| 2,0 i 16V   | Ottomotor   | 1997           | 100 kW (136 PS) bei 6000/min | 190 Nm bei 4100/min | EW10 J4 (RFN)    | 175 km/h                   | 2000–2006   |
| 1,9 D       | Dieselmotor | 1905           | 051 kW (69 PS) bei 4600/min  | 120 Nm bei 2000/min | XUD9/Z (D9B)     | k. A.                      | 1995–1998   |
| 1,9 D       | Dieselmotor | 1868           | 051 kW (69 PS) bei 4600/min  | 125 Nm bei 2500/min | DW8 (WJZ)        | 138 km/h                   | 1998–2006   |
| 1,9 TD      | Dieselmotor | 1905           | 068 kW (92 PS) bei 4000/min  | 196 Nm bei 2250/min | XUD9 TE/L (D8B)  | 157 km/h                   | 1995–2000   |
| 1,9 TD      | Dieselmotor | 1905           | 066 kW (90 PS) bei 4000/min  | 196 Nm bei 2250/min | XUD9 TE/Y (DHX)  | 157 km/h                   | 1995–2000   |
| 2,0 HDi     | Dieselmotor | 1997           | 069 kW (94 PS) bei 4000/min  | 215 Nm bei 1750/min | DW10 TD (RHX)    | 160 km/h                   | 2001–2006   |
| 2,0 HDi     | Dieselmotor | 1997           | 080 kW (109 PS) bei 4000/min | 250 Nm bei 1750/min | DW10 ATED (RHZ)  | 165 km/h                   | 2000–2006   |
| 2,0 HDi 16V | Dieselmotor | 1997           | 080 kW (109 PS) bei 4000/min | 270 Nm bei 1750/min | DW10 ATED4 (RHW) | 165 km/h                   | 2000–2006   |

1. ↑  Nur für Kombi

## Zweite Generation (2007–2016)
| Sterne im Euro-NCAP-Crashtest (2012) |

Das Leergewicht wird mit 1736–1834 kg angegeben.

### Kastenwagen
Die zweite Generation gibt es als Kastenwagen in zwei Höhen und zwei Längen. Während die kürzere Version rund 4,81 Meter misst und deren Radstand 3 Meter beträgt, ist die längere Version 5,14 Meter lang und hat einen Radstand von 3,12 Metern. Die Höhe variiert zwischen 1,88 und 2,29 Meter. Alle Modelle sind rund 1,90 Meter breit. Das Laderaumvolumen beträgt zwischen 5000 und 7000 Liter. Als Antriebe standen für den Kastenwagen vier Vierzylindermotoren, darunter ein Otto- (2.0 16V) und drei Dieselmotoren (HDi 90, HDi 120 (FAP), HDi 165 FAP), zur Auswahl. Alle Modelle werden über die Vorderräder angetrieben und verfügen über ein 5-Gang-Schaltgetriebe (2.0 16V, HDi 90) bzw. über ein 6-Gang-Schaltgetriebe (HDi 120 (FAP), HDi 165 FAP).

### Kombi
Der Kombi wurde in denselben Längen (4,81 m; 5,15 m) angeboten; die Radstände sind dadurch auch entsprechend. Die Van-Version ist mit einer Höhe zwischen 1,88 und 1,98 Meter jedoch flacher. Die Motorenpalette des Großraumvans beinhaltet nur die beiden stärkeren Dieselmotorversionen, die auch im Kastenwagen angeboten wurden. Dabei handelt es sich um 2,0 Liter große und mit Common-Rail-Einspritzung versehene Vierzylinder-Dieselmotoren mit 88 kW bzw. 120 kW und Dieselrußpartikelfilter (FAP). Die schwächere Version erfüllt die Euro-4-Norm, die stärkere bereits die Euro-5-Norm. Die Leistungsübertragung erfolgte ebenso über die Vorderräder und über ein 6-Gang-Schaltgetriebe.
Es standen vier Ausstattungslinien zur Auswahl: Die Serienausstattung Kombi, Kombi Confort, Kombi Club und Kombi Océanic. Alle Linien bis auf die Basisversion verfügen über die Option lackierte Stoßfänger und Seitenspiegel sowie über Nebelleuchten. Zum Serienumfang gehörten ABS, ESP, ASR, ein hydraulischer Bremsassistent und Airbags für den Fahrer und Beifahrer.

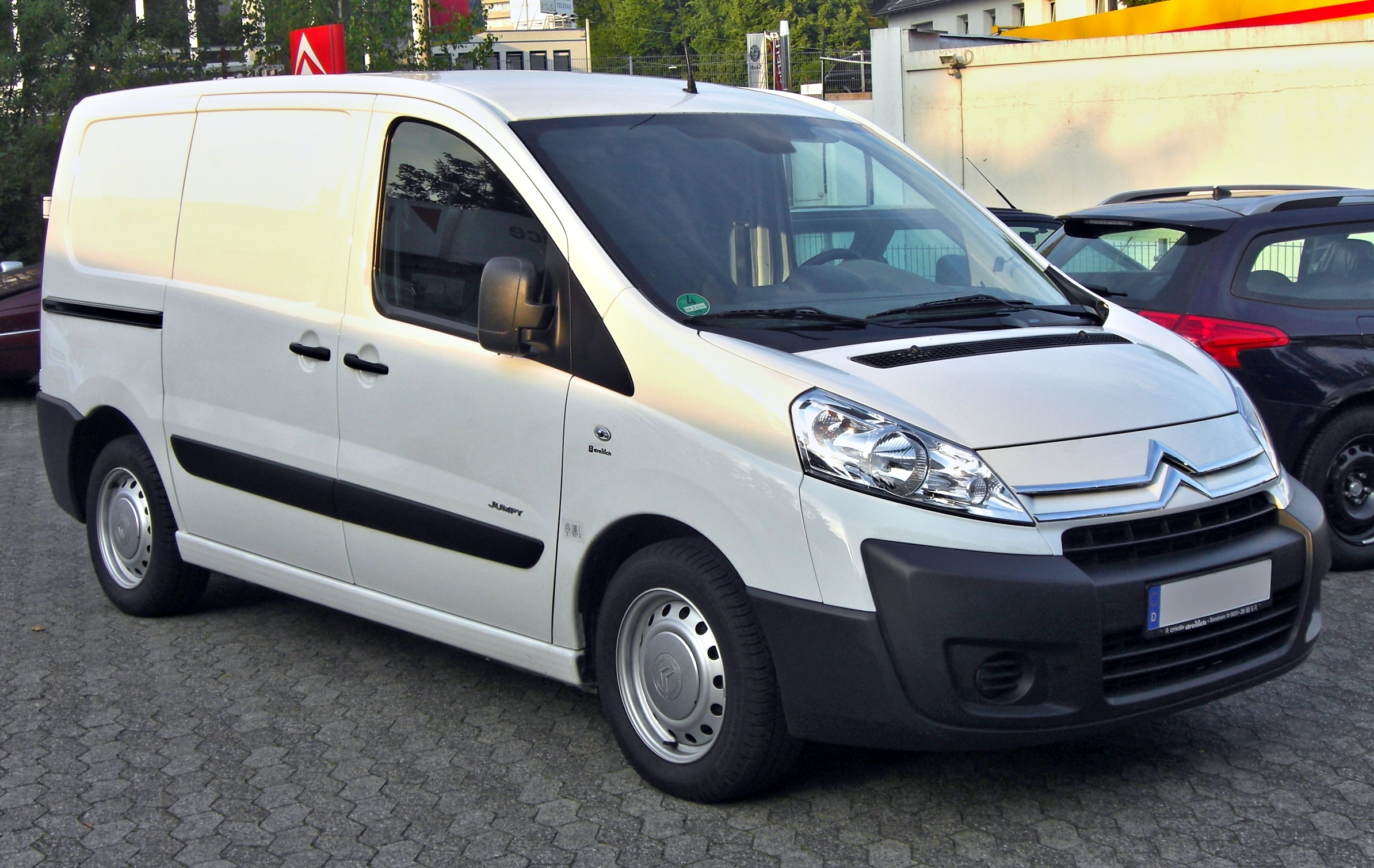
Citroën Jumpy Kastenwagen (2007–2012)
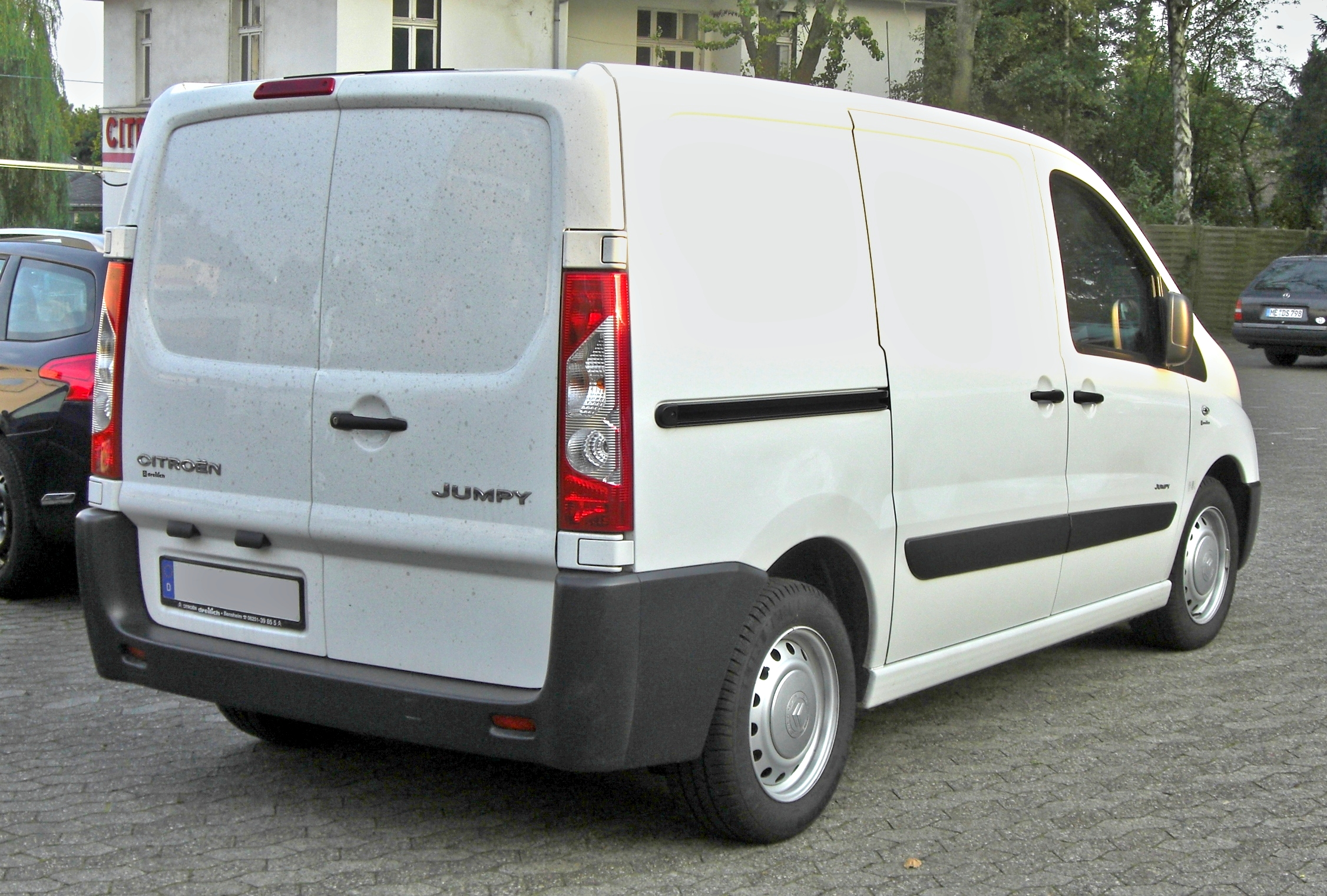
Heckansicht
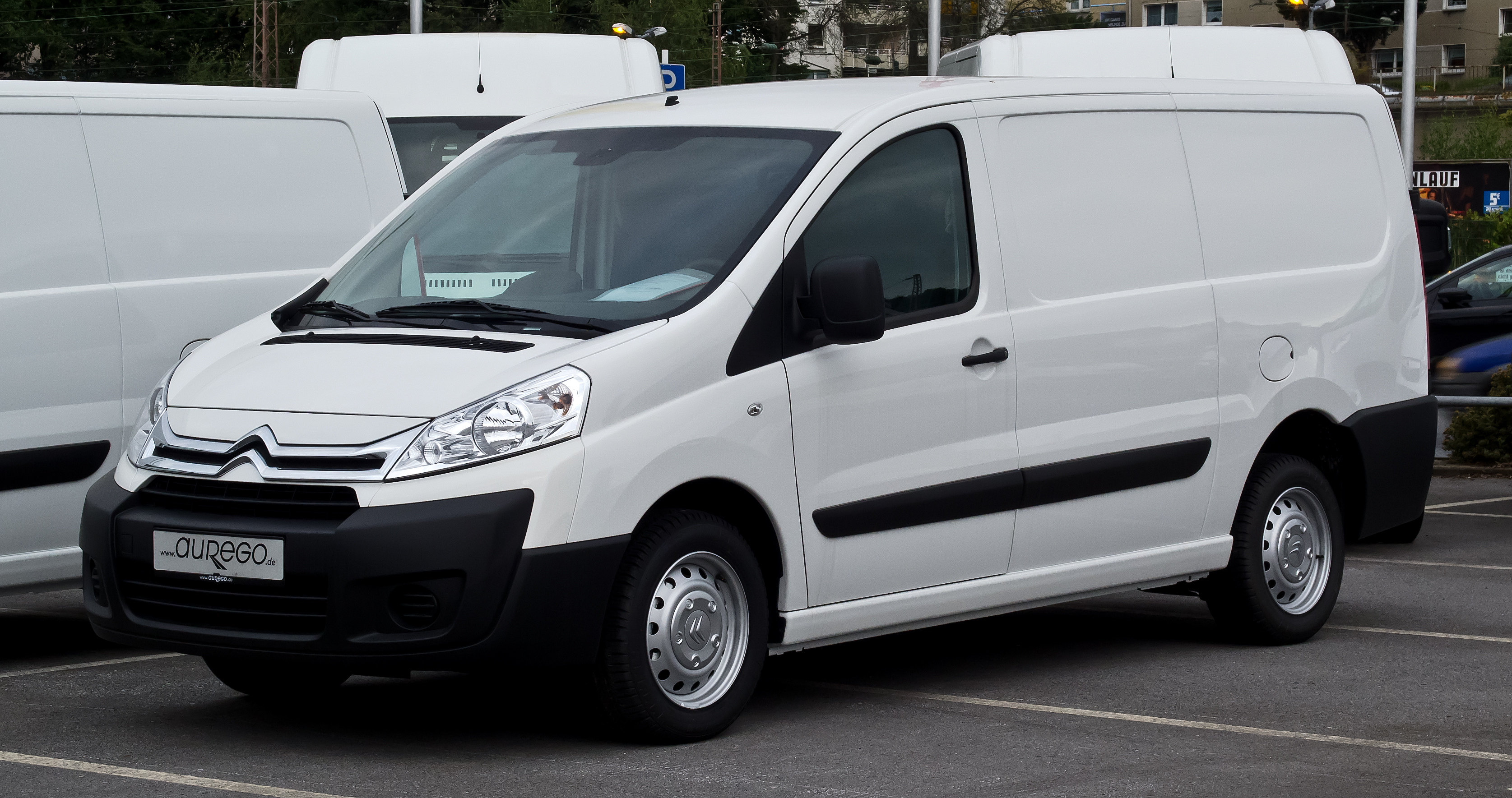
Citroën Jumpy Kastenwagen (2012–2016)
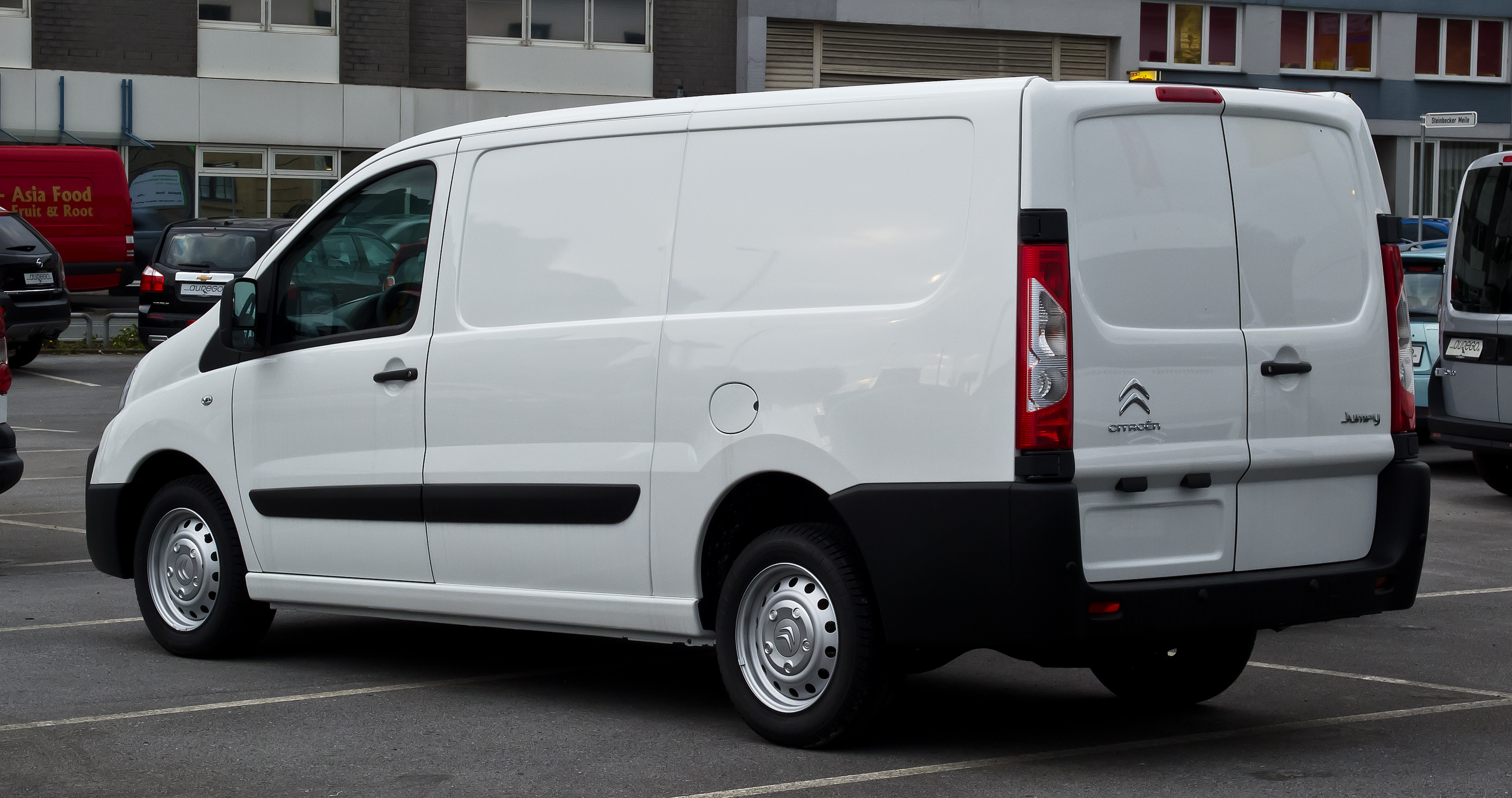
Heckansicht

### Motoren
| Modell  | Motorart    | Hubraum in cm³ | max. Leistung                | max. Drehmoment     | Motorkennung     | Bauzeitraum |
| ------- | ----------- | -------------- | ---------------------------- | ------------------- | ---------------- | ----------- |
| 2,0 ESS | Ottomotor   | 1997           | 103 kW (140 PS) bei 6000/min | 180 Nm bei 2500/min | EW10             | 2007–2010   |
| 1,6 HDi | Dieselmotor | 1560           | 066 kW (90 PS) bei 4000/min  | 180 Nm bei 1750/min | DV6UTED4 (9HU)   | 2007–2016   |
| 2,0 HDi | Dieselmotor | 1997           | 088 kW (120 PS) bei 4000/min | 300 Nm bei 2000/min | DW10 BTED4 (RHK) | 2007–2010   |
| 2,0 HDi | Dieselmotor | 1997           | 094 kW (128 PS) bei 4000/min | 320 Nm bei 2000/min | DW10 BTED4       | 2010–2016   |
| 2,0 HDi | Dieselmotor | 1997           | 100 kW (136 PS) bei 4000/min | 320 Nm bei 2000/min | DW10 BTED4 (RHR) | 2007–2010   |
| 2,0 HDi | Dieselmotor | 1997           | 120 kW (163 PS) bei 3750/min | 340 Nm bei 2000/min | DW10 C (RHH)     | 2008–2016   |

## Dritte Generation (seit 2016)
Die seit 2016 produzierte 3. Generation wurde von PSA und Toyota gemeinsam entwickelt und wird im PSA-Werk Valenciennes hergestellt. Citroën bietet mit dem Spacetourer genauso wie Peugeot mit dem Traveller nun ein spezielles Van-Modell an. Dieses unterscheidet sich wesentlich in den verwendeten Materialien und der Innenausstattung.
Die gesamte Entwicklung erfolgte unter dem Projektnamen KZéro. Erstmals offiziell vorgestellt wurden die Transporterversionen Citroën Jumpy, Peugeot Expert und Toyota ProAce auf der Birmingham Commercial Motor-Show 2016 am 30. März 2016. Die Van-Versionen SpaceTourer, Traveller und ProAce Verso wurden bereits am 3. März 2016 auf dem Genfer Automobilsalon 2016 präsentiert.
Im Gegensatz zu den Van-Versionen mit zwei Längen sind die Jumpy-/Expert- und ProAce-Varianten in drei Längen lieferbar, jeweils in zwei verschiedenen Höhen. Bei den Crashtests nach Euro NCAP erreichte die Baureihe fünf Sterne.
Im Mai 2020 präsentierte Citroën das Modell auch mit dem batterieelektrischen Antriebsstrang aus dem Peugeot 208 II. Seit Oktober 2020 wird es ausgeliefert. Eine Variante als Wasserstoff-Brennstoffzellenfahrzeug folgte im Dezember 2021. Sie verfügt zudem über einen Lithium-Ionen-Akkumulator mit einem Energieinhalt von 10,5 kWh, weshalb der ë-Jumpy Hydrogen auch als Plug-in-Hybrid bezeichnet wird.
Eine überarbeitete Version des Jumpy debütierte im Oktober 2023.

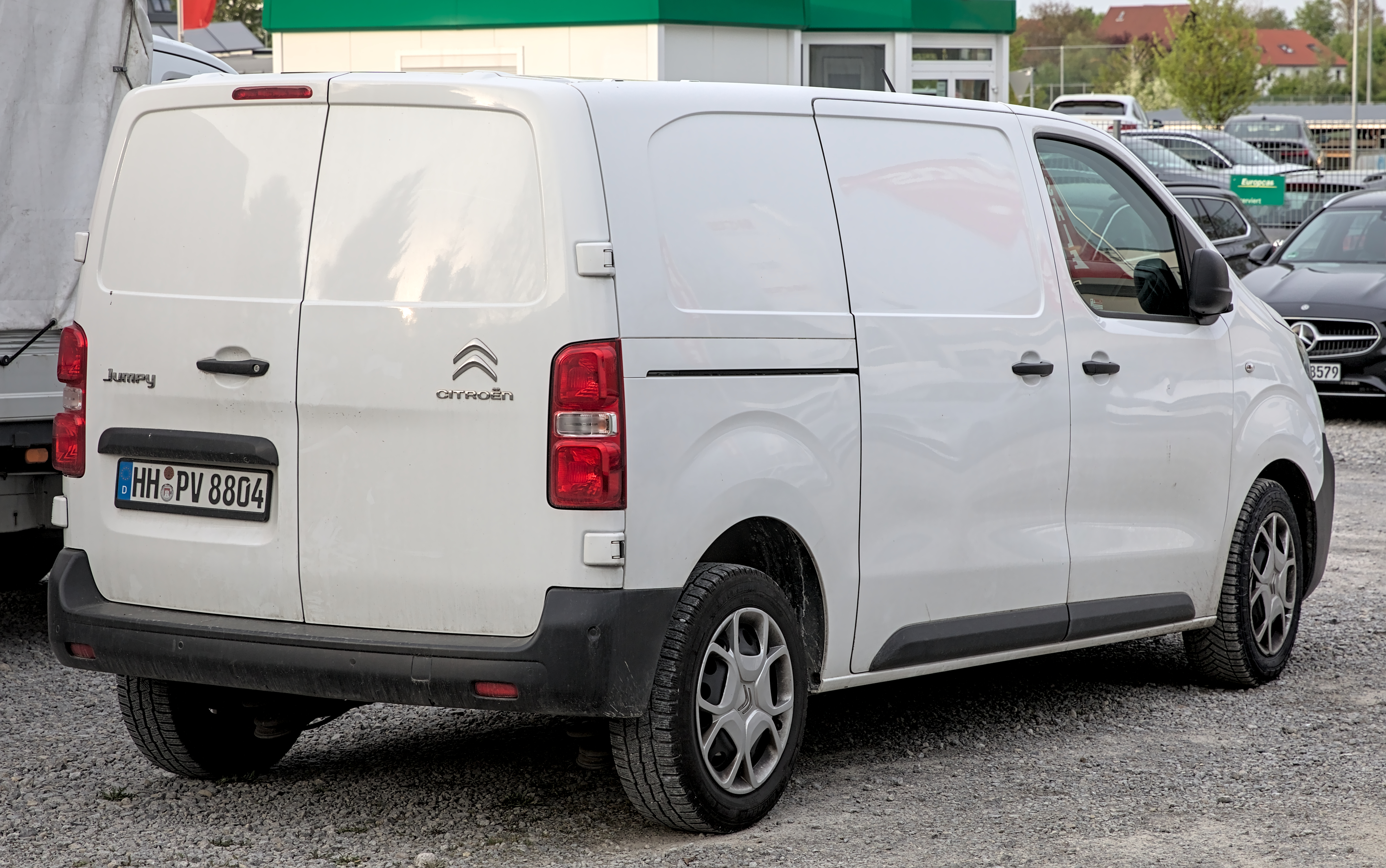
Heckansicht
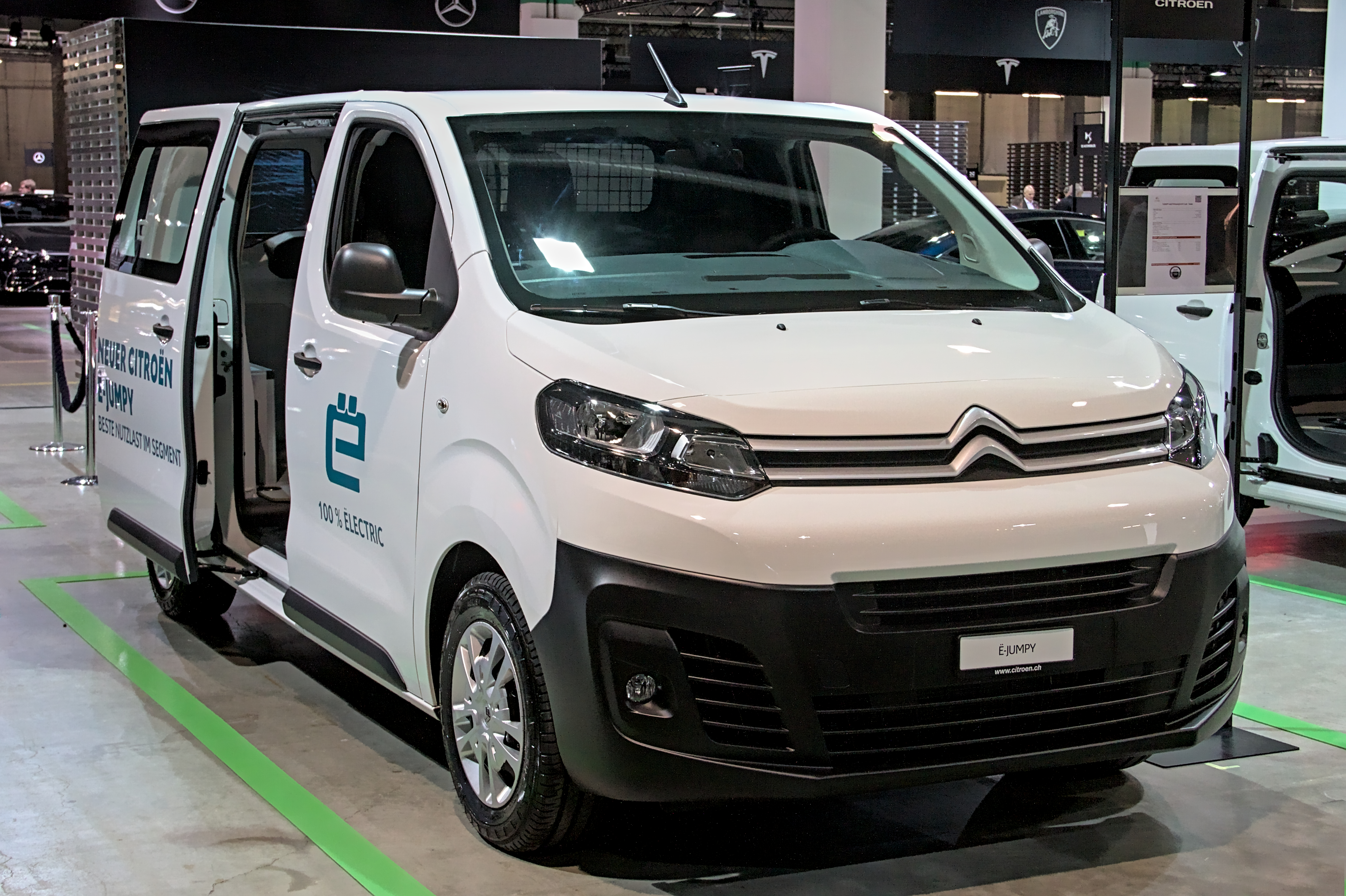
Citroën ë-Jumpy (2021–2023)
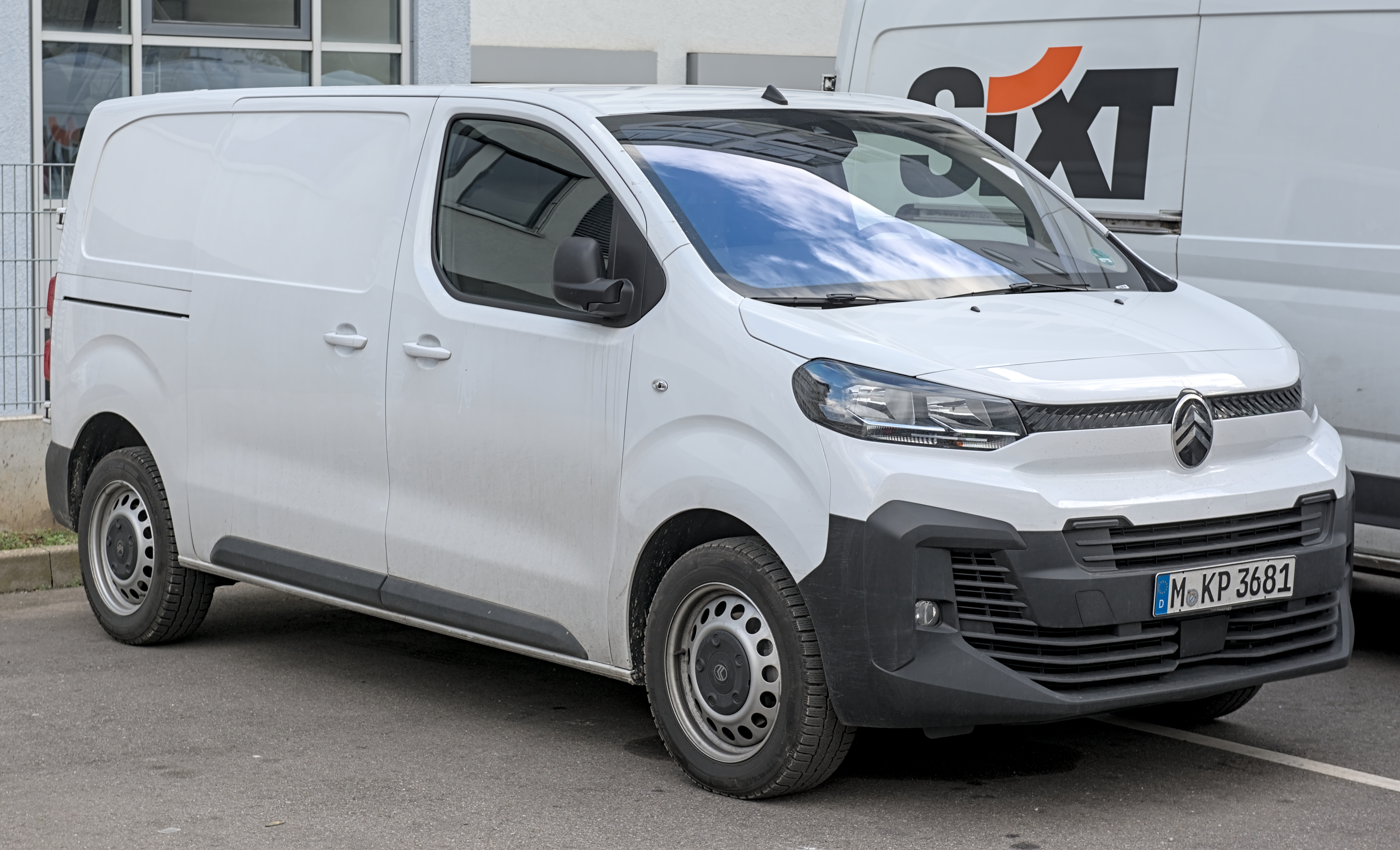
Citroën Jumpy (seit 2024)
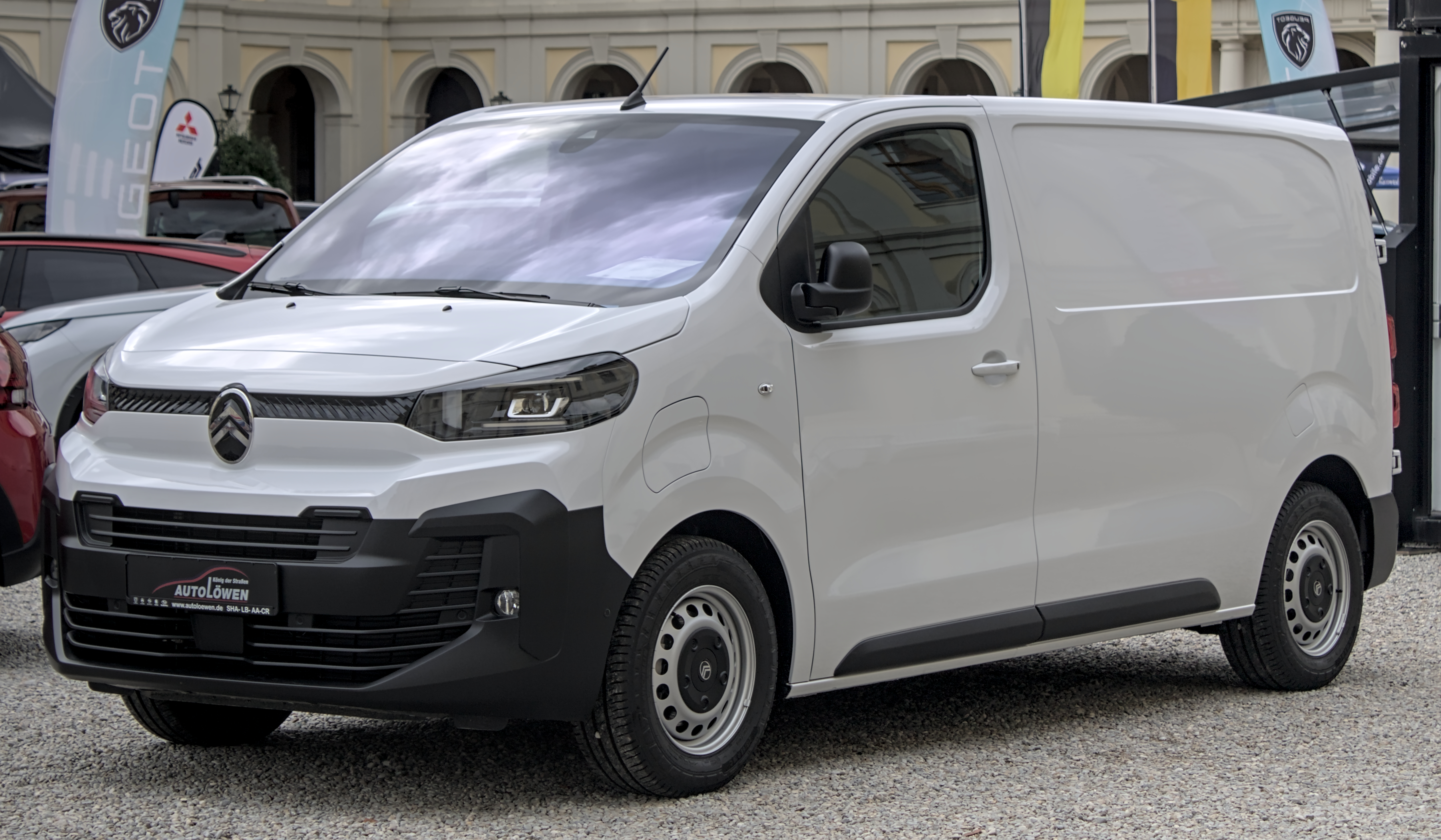
Citroën ë-Jumpy (seit 2024)
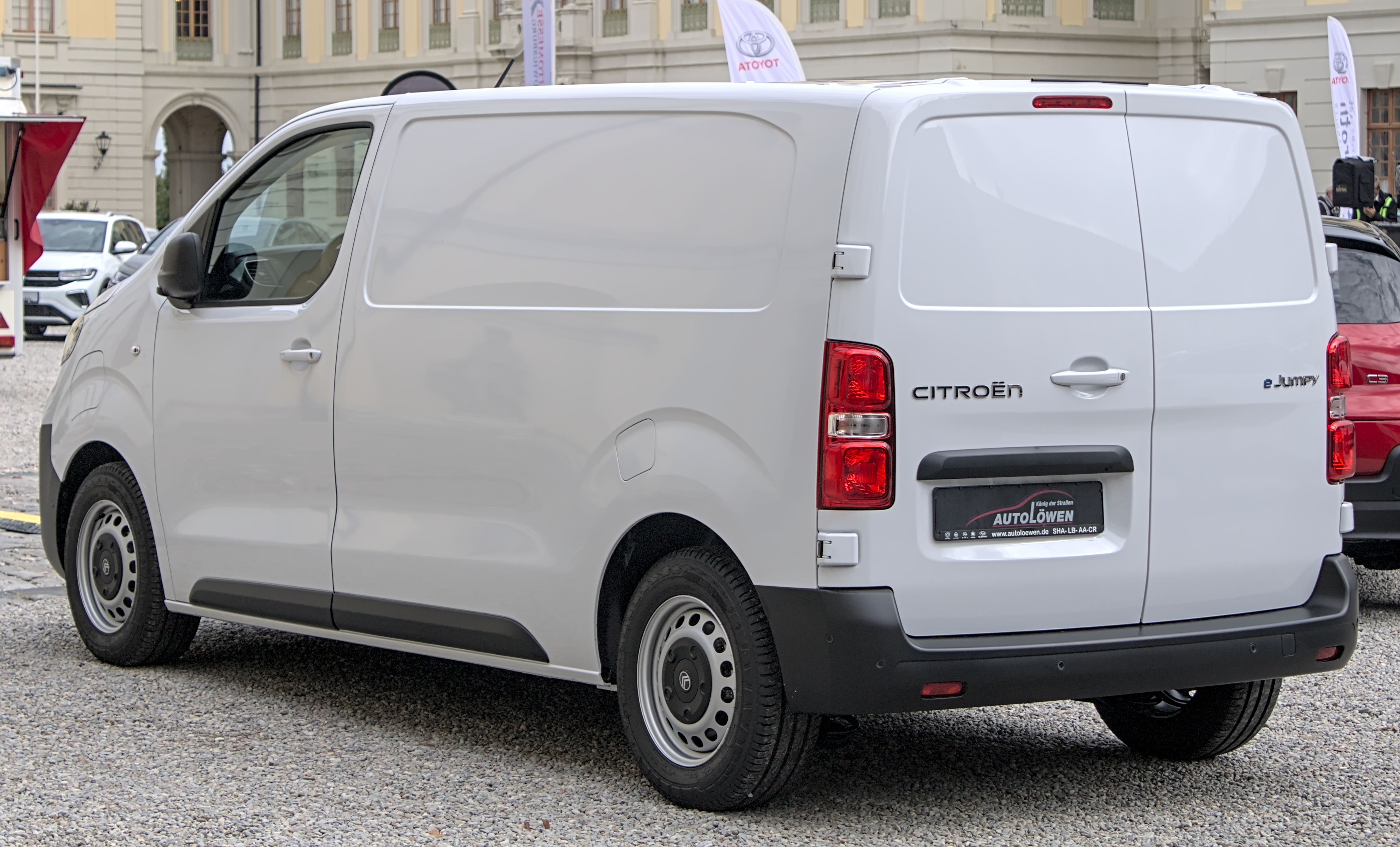
Heckansicht

### Caselani Umbausatz

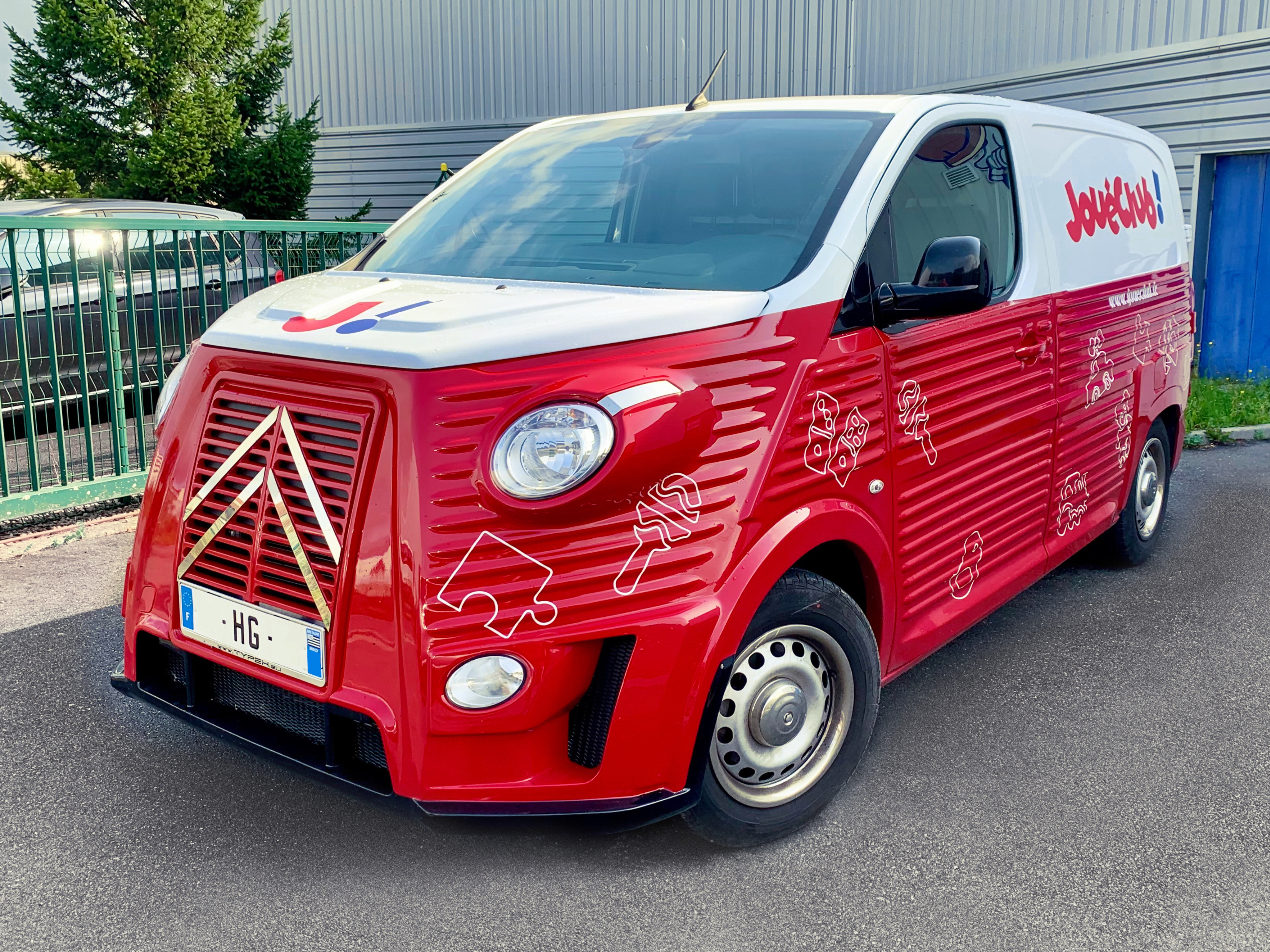
Ein Citroën Jumpy mit Caselani Umbausatz

Seit 2017 bietet der italienische Karosseriebauer Caselani Automobili Bausätze im Retro-Stil an, um Fahrzeuge der Baureihe so zu modifizieren, sodass sie wegen ihres wellblechartigen Designs an den Citroën Typ H erinnern.